# Kegel (Kategorientheorie)
In mathematischen Teilgebiet der Kategorientheorie ist ein Kegel ein spezielles Konstrukt, das zur Definition von Limites und Kolimites verwendet wird.

## Definition
Sei {\displaystyle F\colon {\mathcal {I}}\rightarrow {\mathcal {C}}} ein Funktor zwischen Kategorien {\displaystyle {\mathcal {I}}} und {\displaystyle {\mathcal {C}}}, wovon {\displaystyle {\mathcal {I}}} eine kleine Kategorie sei.
- Ein Kegel an {\displaystyle F} mit Spitze {\displaystyle X} ist ein Paar {\displaystyle (X,(\lambda _{i})_{i\in {\mathcal {I}}})}, bestehend aus einem Objekt {\displaystyle X} aus {\displaystyle {\mathcal {C}}} und einer Familie von Morphismen {\displaystyle \lambda _{i}\colon X\rightarrow F(i)} für jedes Objekt {\displaystyle i} aus {\displaystyle {\mathcal {I}}}, so dass für alle Morphismen {\displaystyle m:i\rightarrow j} die Beziehung {\displaystyle F(m)\circ \lambda _{i}=\lambda _{j}} gilt.

Dual dazu definiert man
- Ein Kokegel an {\displaystyle F} mit Spitze {\displaystyle X} ist ein Paar {\displaystyle (X,(\lambda _{i})_{i\in {\mathcal {I}}})}, bestehend aus einem Objekt {\displaystyle X} aus {\displaystyle {\mathcal {C}}} und einer Familie von Morphismen {\displaystyle \lambda _{i}\colon F(i)\rightarrow X} für jedes Objekt {\displaystyle i} aus {\displaystyle {\mathcal {I}}}, so dass für alle Morphismen {\displaystyle m:i\rightarrow j} die Beziehung {\displaystyle \lambda _{i}=\lambda _{j}\circ F(m)} gilt.

Alternativ nennt man die Kegel an {\displaystyle F} in naheliegender Weise auch Kegel über {\displaystyle F} und die Kokegel entsprechend Kegel unter {\displaystyle F}.
Ferner nennt man die auf der Indexkategorie definierten Funktoren in diesem Kontext auch Diagramme. Dem liegt die Vorstellung zugrunde, dass {\displaystyle F} die Form {\displaystyle {\mathcal {I}}} in die Kategorie {\displaystyle {\mathcal {C}}} trägt und dort ein Diagramm in {\displaystyle {\mathcal {C}}} bildet. Über bzw. unter diesen Diagrammen konstruiert man dann Kegel.

## Kegel als natürliche Transformationen
Sei {\displaystyle (X,(\lambda _{i})_{i\in {\mathcal {I}}})} ein Kegel über einem Funktor {\displaystyle F\colon {\mathcal {I}}\rightarrow {\mathcal {C}}}.
Ist {\displaystyle K_{X}\colon {\mathcal {I}}\rightarrow {\mathcal {C}}} der konstante Funktor, der jedes Objekt auf {\displaystyle X} und jeden Morphismus auf {\displaystyle 1_{X}} abbildet, so besagt die Kegelbedingung nichts anderes, als dass {\displaystyle (\lambda _{i})_{i\in {\mathcal {I}}}} eine natürliche Transformation {\displaystyle K_{X}\Rightarrow F} ist.
Daher kann man Kegel auch als natürliche Transformationen von konstanten Funktoren nach {\displaystyle F} definieren.
Dual dazu betrachte man einen Kokegel {\displaystyle (X,(\lambda _{i})_{i\in {\mathcal {I}}})}.
Dann besagt die Kokegelbedingung nichts anderes, als dass {\displaystyle (\lambda _{i})_{i\in {\mathcal {I}}}} eine natürliche Transformation {\displaystyle F\Rightarrow K_{X}} ist.
Daher kann man Kokegel auch als natürliche Transformationen von {\displaystyle F} nach konstanten Funktoren definieren.

## Morphismen zwischen Kegeln
Sei {\displaystyle F\colon {\mathcal {I}}\rightarrow {\mathcal {C}}} ein Funktor zwischen Kategorien {\displaystyle {\mathcal {I}}} und {\displaystyle {\mathcal {C}}}, wovon {\displaystyle {\mathcal {I}}} eine kleine Kategorie sei.
- Ein Morphismus zwischen zwei Kegeln {\displaystyle (X,(\lambda _{i})_{i\in {\mathcal {I}}})} und {\displaystyle (Y,(\mu _{i})_{i\in {\mathcal {I}}})} über {\displaystyle F} ist ein {\displaystyle {\mathcal {C}}}-Morphismus {\displaystyle f\colon X\rightarrow Y}, so dass für alle Objekte {\displaystyle i} in {\displaystyle {\mathcal {I}}} die Beziehung {\displaystyle \lambda _{i}=\mu _{i}\circ f} gilt.

Die Klasse der Kegel über {\displaystyle F} bildet mit den so definierten Morphismen eine Kategorie.
Ein Endobjekt dieser Kategorie nennt man einen Limes von {\displaystyle F} oder auch einen Limeskegel von {\displaystyle F}.
Dual dazu definiert man
- Ein Morphismus zwischen zwei Kegeln {\displaystyle (X,(\lambda _{i})_{i\in {\mathcal {I}}})} und {\displaystyle (Y,(\mu _{i})_{i\in {\mathcal {I}}})} unter {\displaystyle F} ist ein {\displaystyle {\mathcal {C}}}-Morphismus {\displaystyle f\colon X\rightarrow Y}, so dass für alle Objekte {\displaystyle i} in {\displaystyle {\mathcal {I}}} die Beziehung {\displaystyle \mu _{i}=f\circ \lambda _{i}} gilt.

Die Klasse der Kegel unter {\displaystyle F} bildet mit den so definierten Morphismen eine Kategorie.
Ein Anfangsobjekt dieser Kategorie nennt man einen Kolimes von {\displaystyle F} oder auch einen Kolimeskegel von {\displaystyle F}.

## Kegel und Funktoren

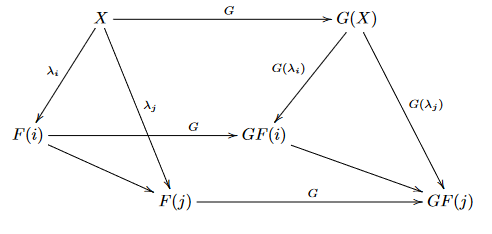

Sei {\displaystyle F\colon {\mathcal {I}}\rightarrow {\mathcal {C}}} ein Funktor zwischen Kategorien {\displaystyle {\mathcal {I}}} und {\displaystyle {\mathcal {C}}}, wovon {\displaystyle {\mathcal {I}}} eine kleine Kategorie sei.
Ist {\displaystyle G\colon {\mathcal {C}}\rightarrow {\mathcal {D}}} ein Funktor und {\displaystyle (X,(\lambda _{i})_{i\in {\mathcal {I}}})} ein Kegel über {\displaystyle F} mit Spitze {\displaystyle X}, so ist {\displaystyle (G(X),(G(\lambda _{i})_{i\in {\mathcal {I}}})} ein Kegel an {\displaystyle GF} mit Spitze {\displaystyle G(X)}.
Diesen nennt man das Bild des Kegels und schreibt {\displaystyle G(X,(\lambda _{i})_{i\in {\mathcal {I}}})}.
Das erlaubt folgende Begriffsbildungen:
Man sagt, {\displaystyle G} erhalte {\displaystyle {\mathcal {I}}}-Limites, wenn gilt: Ist {\displaystyle F\colon {\mathcal {I}}\rightarrow {\mathcal {C}}} und {\displaystyle (X,(\lambda _{i})_{i\in {\mathcal {I}}})} ein Limeskegel an {\displaystyle F}, so ist {\displaystyle G(X,(\lambda _{i})_{i\in {\mathcal {I}}})} ein Limeskegel an {\displaystyle GF}.
Man sagt, {\displaystyle G} reflektiere {\displaystyle {\mathcal {I}}}-Limites, wenn gilt: Ist {\displaystyle F\colon {\mathcal {I}}\rightarrow {\mathcal {C}}} und {\displaystyle (X,(\lambda _{i})_{i\in {\mathcal {I}}})} ein Kegel an {\displaystyle F} und ist {\displaystyle G(X,(\lambda _{i})_{i\in {\mathcal {I}}})} ein Limeskegel an {\displaystyle GF}, so ist auch {\displaystyle (X,(\lambda _{i})_{i\in {\mathcal {I}}})} ein Limeskegel.
Man sagt, {\displaystyle G} erzeuge {\displaystyle {\mathcal {I}}}-Limites, wenn gilt: Ist {\displaystyle F\colon {\mathcal {I}}\rightarrow {\mathcal {C}}} und gibt es einen Limeskegel an {\displaystyle GF}, so gibt es einen Kegel {\displaystyle (X,(\lambda _{i})_{i\in {\mathcal {I}}})} an {\displaystyle F} so dass {\displaystyle G(X,(\lambda _{i})_{i\in {\mathcal {I}}})} ein Limeskegel an {\displaystyle GF} ist und {\displaystyle G} reflektiert {\displaystyle {\mathcal {I}}}-Limites.
Statt einer festen Indexkategorie {\displaystyle {\mathcal {I}}} kann man auch gewisse Klassen betrachten und davon sprechen, dass ein Funktor alle Limites dieser Klasse erhält bzw. reflektiert bzw. erzeugt. So kann ein Funktor etwa alle endlichen Limites erhalten, was bedeutet, dass obige Definition des Erhaltens auf alle endlichen Indexkategorien zutrifft.
Ein Funktor, der alle Limites erhält, heißt stetig, Hom-Funktoren sind von dieser Art.
Ferner kann man diese Begriffsbildungen dualisieren und definieren, was es bedeutet, dass ein Funktor eine gewisse Klasse von Kolimites erhält bzw. reflektiert bzw. erzeugt.